# Nephrotoma unicingulata
Nephrotoma unicingulata är en tvåvingeart som beskrevs av Alexander 1917. Nephrotoma unicingulata ingår i släktet Nephrotoma och familjen storharkrankar. Inga underarter finns listade i Catalogue of Life.